# 荣留王
荣留王（563年？—642年），名建武、成，是高句丽第27任君主，618—642年在位。平原王之子。
荣留王于618年，隋朝灭亡和唐朝建立之年登基。荣留王对唐朝和百济，都实行和解政策。曾派人去长安索要道教经典。631年, 高句丽开始在辽东建千里长城以防止唐朝的进攻。 荣留王晚年和他的大臣们想计划除掉一些高句丽内部颇有势力的将领，并准备第一个干掉对其王位最有威胁的渊盖苏文。不料荣留王的计划被渊盖苏文得知。荣留王和他的大臣们都被渊盖苏文杀死。荣留王的侄子高宝藏被立为高句丽王，渊盖苏文摄政。

## 相关册封
- 624年，唐高祖遣前刑部尚书沈叔安往册高建武为“上柱国”、“辽东郡王”、“高丽王”。